# 날라 시네프로
날라 시네프로(영어: Nala Sinephro)는 런던에서 활동하는 카리브계 벨기에 실험 재즈 음악가이다. 페달 하프, 모듈러 신시사이저, 키보드 및 피아노를 대부분 연주해 만든 앰비언트 재즈 작품으로 알려져 있다. 2021년에는 워프 레코즈를 통해 첫 정규 음반 《Space 1.8》을 발매하고 비평적으로 큰 호평을 받았다.

## 어린 시절
날라 시네프로는 숲과 가까이 있던 벨기에 브뤼셀의 변두리에서 어린 시절을 보냈다. 어머니는 피아노 선생님이었으며, 아버지는 재즈 색소폰 연주자였다.
청소년 때 시네프로는 턱에 종양이 생겼다. 종양을 성공적으로 제거한 것을 기념하기 위해 하드코어 댄스 음악을 트는 브뤼셀의 클럽을 자주 방문하는 등 쾌락주의적 삶을 사는 것에 영향을 주었다.
처음에 생화학자에 관심을 가졌던 시네프로는 재즈 학과가 존재하는 예술 고등학교로 진학하였다. 학교에서 하프를 발견한 시네프로는 하프를 배우기로 결정했다. 시네프로는 보스턴의 버클리 음악 대학을 1년 동안 다녔고, 사운드 엔지니어로 직업을 정한 후 자퇴하였다. 런던으로 이사를 간 후에는 두 번째로 재즈 대학에 등록했지만, 인종적 격차로 빠르게 자퇴했다.

## 경력

### 초기
런던에서 시네프로는 색소폰 연주자 샤바카 허칭스와 누비야 가르시아와 함께 활동하게 되었고, 즉흥 재즈 연주단인 스팀 다운에서 활동하면서 자신의 스타일과 개성을 발전시켰다. 시네프로는 런던 컨템포러리 오케스트라의 예술 감독인 로버트 에임스와 함께 일하면서 스팀 다운과 정기 공연을 했다.
2020년 6월부터 시네프로는 자신의 NTS 라디오 쇼를 진행했다.

### 《Space 1.8》
시네프로는 2018년과 2019년에 《Space 1.8》에 들어갈 곡을 썼다. 피아노로 노래를 만들면서 핑크 버드 스튜디오로 들어가기 전 집에서 페달 하프와 모듈러 신시사이저 파트를 녹음했고, 색소폰 연주자 누비야 가르시아와 제임스 몰리슨, 드러머 제이크 롱과 베이스 연주자 툼 딜런 웡키 로직과 함께 하였다. 시네프로는 음반에서 미니멀리즘과 의도성을 강조했다.

## 사생활
시네프로는 현재 토트넘에 거주하고 있다. 시네프로의 가족은 카리브해에 위치한 마르티니크에서 왔다. 코로나19 범유행 기간 동안 시네프로는 몇 달 동안 마르티니크에서 지내며 필드 리코딩에 대한 관심을 키워 나갔다.

## 디스코그래피

### 정규 음반
- Space 1.8 (2021)
- Endlessness (2024)

### 참여 작품
- "Tympanum" (2021) - 로버트 에임스
- "Together is a Beautiful Place to Be (Nala Sinephro Remix)" (2021) - 누비야 가르시아